# Sistemas inteligentes para la biología molecular
Sistemas inteligentes de biología molecular es un congreso académico anual sobre bioinformática y biología computacional organizado por la Sociedad Internacional de Biología Computacional (ISCB). La conferencia se centra principalmente en el desarrollo y la aplicación de métodos computacionales avanzados a problemas biológicos. La conferencia se celebra anualmente desde 1993 y ha crecido hasta convertirse en una de las mayores y más prestigiosas reuniones en estos campos, acogiendo a más de 2.000 delegados en 2004. Desde la primera reunión, la ISMB se ha celebrado en lugares de todo el mundo; desde 2007, las reuniones se han celebrado en Europa y Norteamérica en años alternos. Desde 2004, las reuniones europeas se celebran conjuntamente con la Conferencia Europea de Biología Computacional (ECCB).
La conferencia principal de la ISMB suele durar tres días y consta de presentaciones, sesiones de pósteres y conferencias magistrales. La mayoría de las presentaciones se realizan en varios temas paralelos; sin embargo, las conferencias magistrales se presentan en un único tema y se eligen para reflejar investigaciones destacadas en bioinformática. Entre los ponentes más destacados de la ISMB figuran ocho premios Nobel. Los galardonados con el Premio Overton de la ISCB y el Premio ISCB al Logro de un Científico Senior son invitados a dar conferencias magistrales como parte del programa. Las actas de la conferencia se publican actualmente en la revista Bioinformatics.

## Historia

### Primeras reuniones
Los orígenes de la conferencia ISMB se remontan a un taller para investigadores de inteligencia artificial interesados en la biología molecular celebrado en noviembre de 1991. El taller fue organizado por el investigador estadounidense Lawrence Hunter, entonces director del Proyecto de Aprendizaje Automático de la Biblioteca Nacional de Medicina (NLM) de los Institutos Nacionales de la Salud de Estados Unidos en Bethesda, Maryland. Un taller posterior sobre el mismo tema celebrado en 1992, organizado por la NLM y la Fundación Nacional de la Ciencia, dejó claro que era necesaria una conferencia internacional regular para este campo. Tras solicitar con éxito subvenciones a la AAAI, los NIH y la Oficina de Investigación Sanitaria y Medioambiental del Departamento de Energía, la primera conferencia de la ISMB se celebró en julio de 1993 en la NLM. La conferencia estuvo presidida por Hunter, David Searls (profesor asociado de investigación en la Facultad de Medicina de la Universidad de Pensilvania) y Jude Shavlik (profesor adjunto de informática en la Universidad de Wisconsin-Madison) y atrajo a más de 200 asistentes de 13 países,que presentaron 69 trabajos científicos.
El éxito de la primera conferencia impulsó el anuncio de una segunda conferencia ISMB al final de la reunión. Inicialmente estaba previsto celebrar ISMB 1994 en Seattle. Sin embargo, una reunión de la competencia obligó al ISMB a cambiar de sede con poca antelación. La conferencia se celebró en la Universidad de Stanford en agosto de 1994 y fue organizada por Russ Altman, investigador científico de la Facultad de Medicina de la Universidad de Stanford. Para enfatizar el aspecto internacional de la conferencia, ISMB 1995 se celebró en el Robinson College de Cambridge. ISMB 1995 también marcó un cambio en el enfoque de la conferencia. Alfonso Valencia, miembro de la Junta Directiva de la ISCB y Director del Instituto Nacional de Bioinformática de España, ha declarado que, en 1995, "la conferencia pasó de ser una conferencia basada en la informática a un punto en el que todo el mundo se dio cuenta de que, si se quería progresar, había que centrarse más en la biología".

### Formación de la ISCB y expansión
ISMB 1997 se celebró en Halkidiki, Grecia, y marcó la fundación de la Sociedad Internacional de Biología Computacional (ISCB) ISCB se formó con el objetivo de gestionar todos los aspectos científicos, organizativos y financieros de la conferencia ISMB y proporcionar un foro para que los científicos abordaran el papel emergente de los ordenadores en las ciencias biológicas. La ISCB ha colaborado en la organización de la serie de conferencias ISMB desde 1998. El periodo posterior a la formación de la ISCB también marcó una expansión en el número de asistentes a la ISMB: El ISMB 2000 (celebrado en la Universidad de California, San Diego) contó con la asistencia de más de 1.000 delegados, que presentaron 141 artículos científicos. Esta reunión fue también la última vez que el ISMB se celebraría en una universidad, debido a las limitaciones de tamaño.

### Asociación con la ECCB
En 2004, el ISMB se celebró por primera vez conjuntamente con la Conferencia Europea de Biología Computacional. La conferencia también coincidió con la de Genes, Proteínas y Ordenadores. Esta reunión, celebrada en Glasgow (Reino Unido), fue la mayor conferencia de bioinformática jamás celebrada, a la que asistieron 2.136 delegados, que presentaron 496 artículos científicos. Alfonso Valencia considera que ISMB/ECCB 2004 marcó un hito importante en la historia de ISMB: "fue la primera en la que el equilibrio entre Europa y los Estados se convirtió en una parte importante de la conferencia. Fue aquí donde establecimos las reglas y las formas y el espíritu de colaboración entre los americanos y los europeos" El éxito de la conferencia conjunta allanó el camino para que las futuras reuniones europeas de la ISMB se celebraran conjuntamente con la ECCB.

### Reuniones recientes
A finales de 2006, la ISCB atravesaba dificultades financieras. Dos conferencias (ISMB 2003, en Brisbane, e ISMB 2006, en Fortaleza) habían reducido drásticamente el número de participantes debido a su ubicación, con la correspondiente reducción de ingresos. Para permitir la asistencia de más delegados, se decidió limitar las ubicaciones de las conferencias a Norteamérica y Europa. En enero de 2007, ISMB y ECCB acordaron celebrar conferencias conjuntas en Europa cada dos años, comenzando con ISMB/ECCB 2007. ISMB se celebraría en Norteamérica en los años entre reuniones conjuntas. A partir de 2016, se ha confirmado que este patrón continuará al menos hasta 2019. ISMB/ECCB 2007 (celebrada en Viena, Austria) marcó la primera conferencia para la que ISCB asumió la plena responsabilidad de la organización.Viena se convirtió en la primera ciudad en acoger ISMB dos veces con ISMB/ECCB 2011. Esta "visita de regreso" fue un experimento destinado a reducir el creciente esfuerzo necesario para encontrar sedes adecuadas para las conferencias. Aunque la vuelta a Viena solo se consideró un éxito parcial debido al aumento de los precios, se prevé que Boston (que acogió ISMB 2010 y 2014) se convierta en un lugar "seguro" al que ISMB pueda volver periódicamente.
ISMB celebró su 20ª reunión con ISMB 2012, celebrada en Long Beach, California. Este evento atrajo a unos 1.600 delegados,que presentaron 268 artículos científicos. Richard H. Lathrop y Lawrence Hunter presentaron una ponencia especial en la que echaron la vista atrás a las reuniones anteriores del ISMB e intentaron predecir hacia dónde se dirigirá el campo de la bioinformática en el futuro. El ISMB/ECCB 2013 se celebró en Berlín, Alemania, y contó con la asistencia de unos 2.000 delegados, que presentaron 233 artículos científicos.

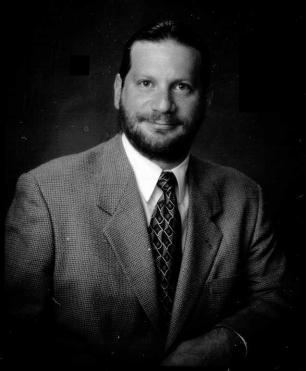
Lawrence Hunter, copresidente de la primera conferencia de la ISMB

## Formato

### Conferencia principal
La conferencia principal de la ISMB suele durar tres días y consta de presentaciones, sesiones de pósteres y conferencias magistrales.

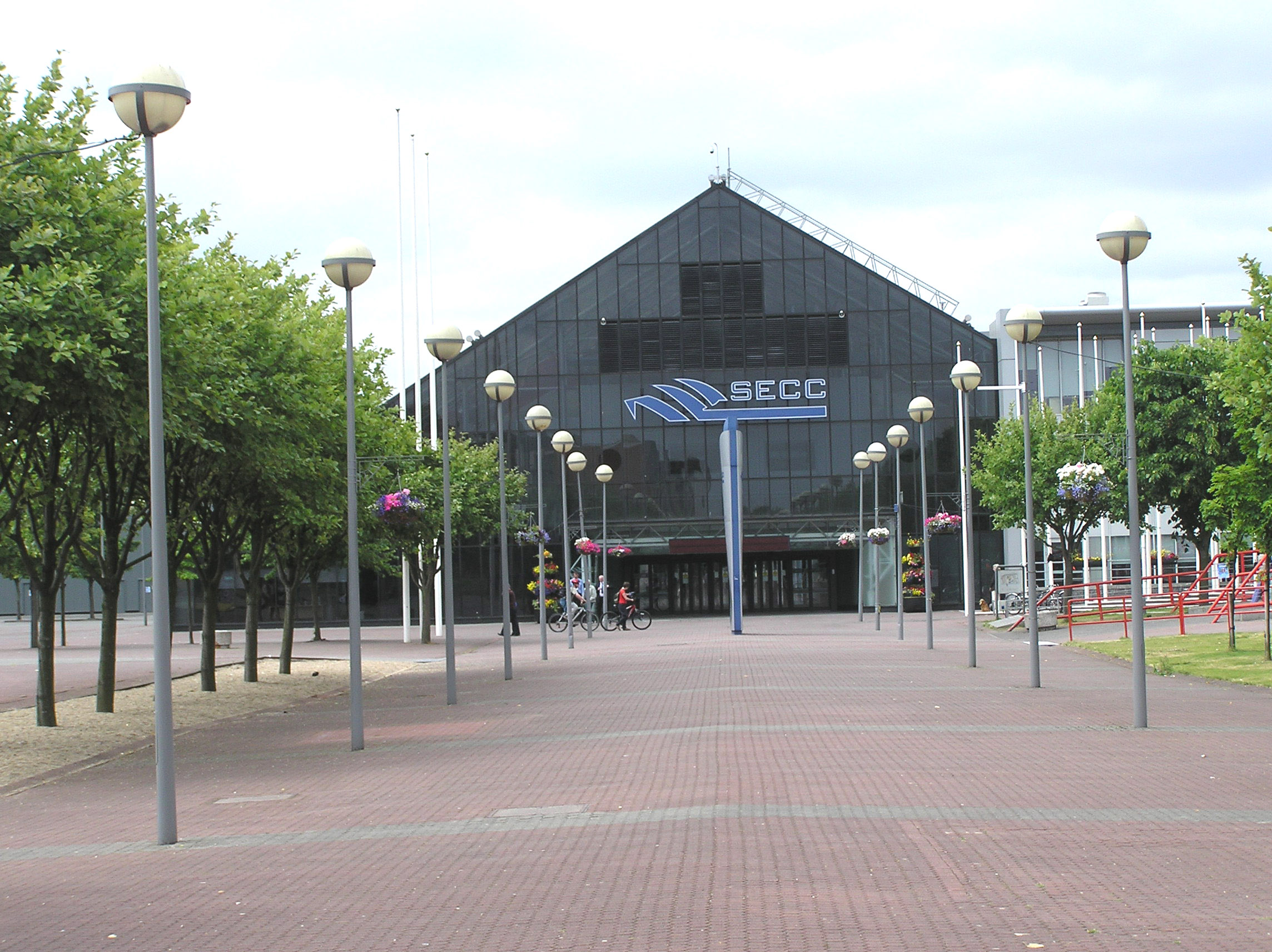
La primera conferencia conjunta con el ECCB se celebró en 2004 en el Centro Escocés de Exposiciones y Conferencias.

Tradicionalmente, los trabajos académicos se presentaban en un único tema. Las presentaciones del ISMB 1994 se dividieron en tres días temáticos, centrados en la predicción de la estructura secundaria de las proteínas, el análisis de secuencias y las técnicas de IA y las aplicaciones bioquímicas, respectivamente. A medida que aumentaba la asistencia al ISMB, el enfoque de un único tema se hizo cada vez más insostenible y se introdujeron dos temas paralelos en el ISMB/ECCB 2004. En ISMB 2012 se presentaron más de 200 ponencias en nueve temas paralelos, entre los que se incluían varios temas de actas, un tema destacado y un tema tecnológico. La introducción de los temas paralelos en el ISMB fue controvertida. Christopher Rawlings (director de Biología Computacional y de Sistemas en Rothamsted Research y organizador del ISMB 1995) ha declarado: "Había mucha gente que quería mantenerlo más en el modelo de sistemas inteligentes de IA y celebrar una reunión en la que todo el mundo fuera a todo. Pero creció demasiado. Simplemente no pudimos". A medida que aumentaba el número de trabajos presentados, la tasa de aceptación disminuía drásticamente, del 75% en 1994 al 13% en 2012. Las actas del ISMB de 1993 a 2000 fueron publicadas por AAAI Press. Desde ISMB 2001, las actas se publican en la revista Bioinformatics. El número de pósteres presentados en ISMB también ha aumentado drásticamente. En el ISMB 1994 se presentaron 25 pósteres;en las últimas reuniones del ISMB se han presentado entre 500 y 1.000 pósteres en múltiples sesiones de pósteres.
Las ponencias principales se presentan en un único tema y suelen atraer a la mayor audiencia. Estas ponencias se eligen para destacar investigaciones sobresalientes en el campo de la bioinformática. Entre los ponentes más destacados del ISMB figuran ocho premios Nobel: Richard J. Roberts (orador principal en 1994, 2006), John Sulston (1995), Manfred Eigen (1999), Gerald Edelman (2000), Sydney Brenner (2003), Kurt Wüthrich (2006), Robert Huber (2006) y Michael Levitt (2015).

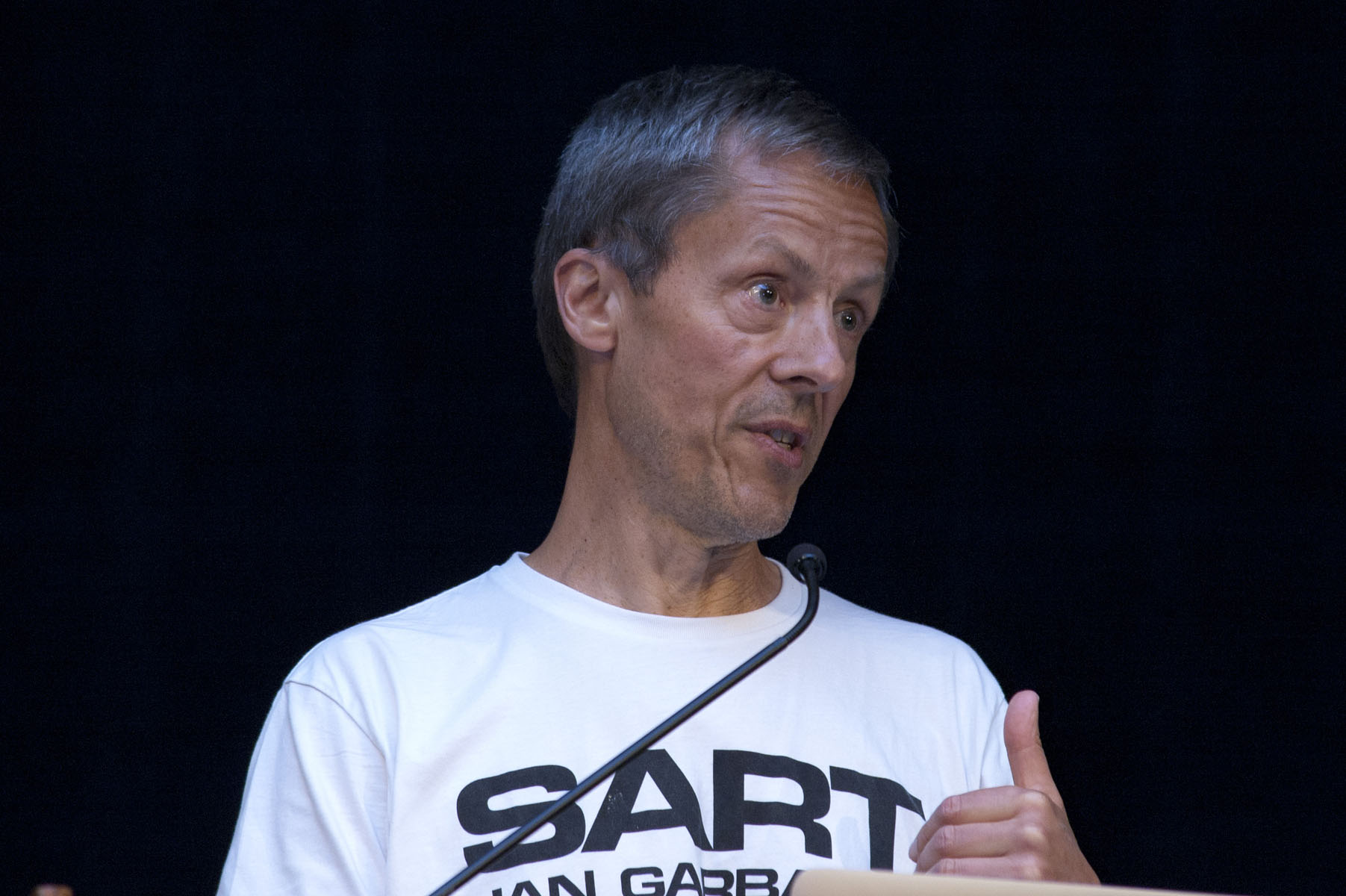
El ganador del premio ISCB Accomplishment by a Senior Scientist, Gunnar von Heijne, pronuncia su discurso de apertura en ISMB 2012

En 2012, el ISMB contaba con un presupuesto superior a 1,5 millones de dólares y, en términos de ingresos, cuadruplicaba el de las otras conferencias de la ISCB (ISCB-Latinoamérica, ISCB-África, ISCB-Asia, Rocky Mountain Bioinformatics Conference, CSHALS y Great Lakes Bioinformatics Conference) juntas.Las tasas de inscripción estándar (a partir de 2013) rondan los 1.000 dólares para los académicos que son miembros de la ISCB (1.350 dólares para los no miembros), con tarifas más bajas para los estudiantes y más altas para los delegados corporativos, respectivamente. Se ofrecen descuentos por inscripción anticipada.

### Eventos satélite
Los tutoriales previos a la conferencia han desempeñado un papel importante en ISMB desde la primera conferencia. Los tutoriales en ISMB 1994 incluyeron introducciones a algoritmos genéticos, redes neuronales, IA para biólogos moleculares y biología molecular para informáticos. Los tutoriales sobre proteómica computacional basada en espectrometría de masas y acceso a datos ENCODE se presentaron en ISMB/ECCB 2013.
A medida que aumentaba la asistencia al ISMB a finales de la década de 1990, se formaron varias reuniones satélite y reuniones de grupos de interés especial (SIG) junto con la conferencia principal. Las reuniones SIG se celebran durante uno o dos días antes de la conferencia principal y se centran en un tema específico, lo que permite un debate más detallado del que habría tiempo en la conferencia principal.Entre las reuniones SIG más destacadas se encuentran la Bioinformatics Open Source Conference (BOSC), que se celebra anualmente desde el año 2000 y Bio-Ontologies, que se celebra anualmente desde 1998. Las reuniones satélite suelen durar dos días y se celebran junto con ISMB. La 12ª conferencia CAMDA y la 9ª reunión 3DSIG se celebraron como reuniones satélite de ISMB/ECCB 2013.

## Lista de conferencias

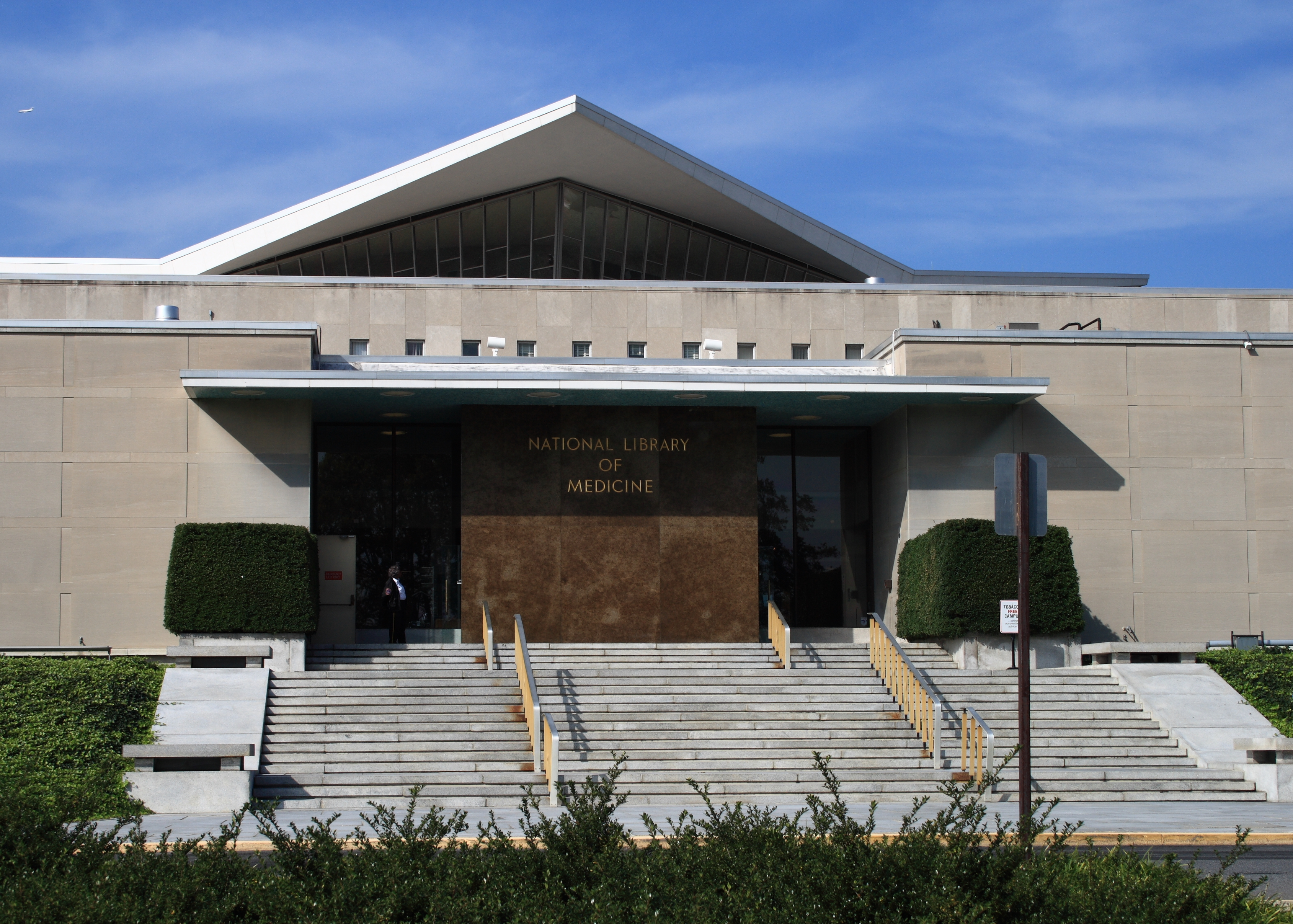
La primera conferencia de la ISMB se celebró en la Biblioteca Nacional de Medicina de Estados Unidos, en Bethesda.

| Conferencia    | Ubicación                          | Sede                                                              | Notas                                         |
| -------------- | ---------------------------------- | ----------------------------------------------------------------- | --------------------------------------------- |
| ISMB 1993      | Bethesda, Estados Unidos           | Biblioteca Nacional de Medicina de Estados Unidos                 |                                               |
| ISMB 1994      | Stanford, Estados Unidos           | Universidad de Stanford                                           |                                               |
| ISMB 1995      | Cambridge, Reino Unido             | Colegio Robinson de Cambridge                                     |                                               |
| ISMB 1996      | St. Louis, Estados Unidos          | Universidad de Washington en San Luis                             |                                               |
| ISMB 1997      | Halkidiki, Grecia                  | Hotel Sithonia Beach, Porto Carras                                |                                               |
| ISMB 1998      | Montreal, Canada                   | Hotel Radisson des Gouverneurs                                    |                                               |
| ISMB 1999      | Heidelberg, Alemania               | Centro de Congresos Stadthalle Heidelberg                         |                                               |
| ISMB 2000      | San Diego, Estados Unidos          | Universidad de California, San Diego                              |                                               |
| ISMB 2001      | Copenhague, Dinamarca              | Jardines de Tivoli (Sala de conciertos)                           |                                               |
| ISMB 2002      | Edmonton, Canadá                   | Centro de Conferencias Shaw                                       |                                               |
| ISMB 2003      | Brisbane, Australia                | Centro de Convenciones y Exposiciones de Brisbane                 |                                               |
| ISMB/ECCB 2004 | Glasgow, Reino Unido               | Centro Escocés de Exposiciones y Conferencias                     | Primera reunión conjunta con el BCE.          |
| ISMB 2005      | Detroit, Estados Unidos            | Detroit Marriott en el Renaissance Center                         |                                               |
| ISMB 2006      | Fortaleza, Brasil                  | Centro de Convenciones de Fortaleza                               |                                               |
| ISMB/ECCB 2007 | Viena, Austria                     | Centro Internacional de Viena                                     |                                               |
| ISMB 2008      | Toronto, Canada                    | Centro de Convenciones de Toronto                                 |                                               |
| ISMB/ECCB 2009 | Estocolmo, Suecia                  | Ferias internacionales de Estocolmo                               |                                               |
| ISMB 2010      | Boston, Estados Unidos             | Centro de Convenciones John B. Hynes Veterans Memorial            |                                               |
| ISMB/ECCB 2011 | Viena, Austria                     | Centro Internacional de Viena                                     | 10ª reunión del ECCB.                         |
| ISMB 2012      | Long Beach, Estados Unidos         | Centro de Convenciones y Entretenimiento de Long Beach            | 20ª reunión de la ISMB.                       |
| ISMB/ECCB 2013 | Berlín, Alemania                   | Centro Internacional de Congresos de Berlín                       |                                               |
| ISMB 2014      | Boston, Estados Unidos             | Centro de Convenciones John B. Hynes Veterans Memorial            |                                               |
| ISMB/ECCB 2015 | Dublín, Irlanda                    | Centro de Convenciones de Dublín                                  |                                               |
| ISMB 2016      | Orlando, Estados Unidos            | Walt Disney World Swan and Dolphin Hotel y Centro de Convenciones |                                               |
| ISMB/ECCB 2017 | Praga, República Checa             | Centro de Congresos de Praga                                      | 25ª reunión de la ISMB.                       |
| ISMB 2018      | Chicago, Estados Unidos            | Hotel Hyatt Regency                                               |                                               |
| ISMB/ECCB 2019 | Basilea, Suiza                     | Centro de Congresos de Basilea                                    |                                               |
| ISMB 2020      | Evento virtual                     |                                                                   | Originalmente iba a estar en Montreal, Canadá |
| ISMB/ECCB 2021 | Evento virtual                     |                                                                   | Originalmente iba a estar en Lyon, Francia    |
| ISMB 2022      | Madison, Wisconsin, Estados Unidos | Centro Comunitario y de Convenciones Monona Terrace               |                                               |
| ISMB/ECCB 2023 | Lyon, Francia                      | Palacio de Congresos de Lyon                                      |                                               |
| ISMB 2024      | Montreal, Canadá                   | Palacio de Congresos de Montreal                                  |                                               |

### Actos programados

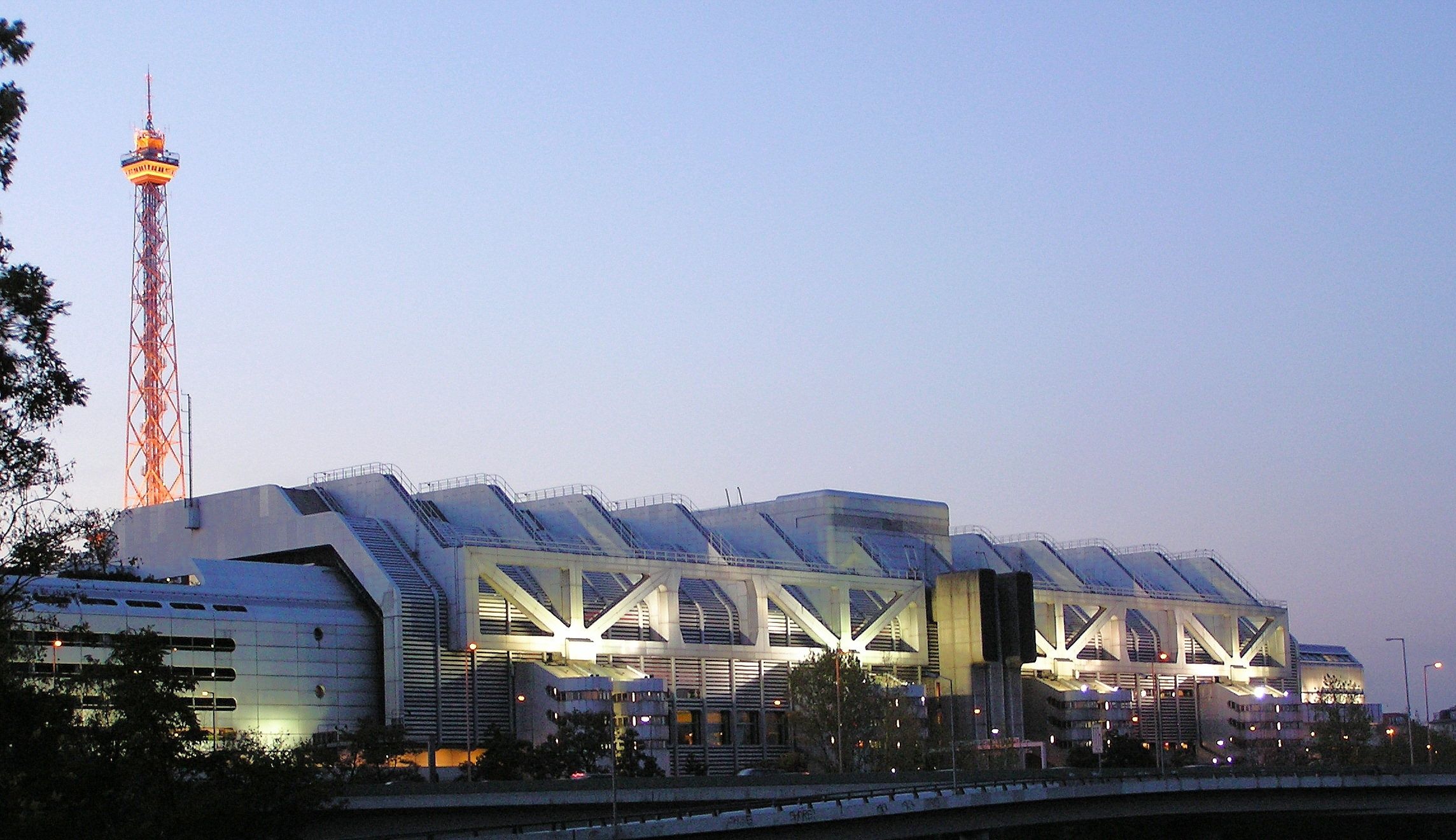
ISMB/ECCB 2013 se celebró en el Internationales Congress Centrum de Berlín

| Conferencia    | Ubicación                        | Sede | Notas       |
| -------------- | -------------------------------- | ---- | ----------- |
| ISMB/ECCB 2025 | Liverpool, Reino Unido           |      | Julio 20–24 |
| ISMB 2026      | Washington D. C., Estados Unidos |      | Julio 12–16 |
| ISMB/ECCB 2027 | TBD                              |      |             |
| ISMB 2028      | Calgary, Alberta, Canadá         |      | Julio 23–27 |